# Les Filles du soleil
Les Filles du soleil is een Frans-Belgisch-Georgisch-Zwitserse film uit 2018, geschreven en geregisseerd door Eva Husson.

## Verhaal
De Franse journaliste Mathilde volgt een Koerdisch bataljon, genaamd Les Filles du soleil, dat enkel uit vrouwelijke strijders bestaat onder opperbevel van Bahar. De groep bereidt zich voor om hun dorp te heroveren dat in handen is van extremistische moslims.

## Rolverdeling
| Acteur              | Personage |
| ------------------- | --------- |
| Golshifteh Farahani | Bahar     |
| Emmanuelle Bercot   | Mathilde  |

## Release
Les Filles du soleil ging op 12 mei 2018 in première in de competitie van het filmfestival van Cannes.